# Birgit Rydlewski

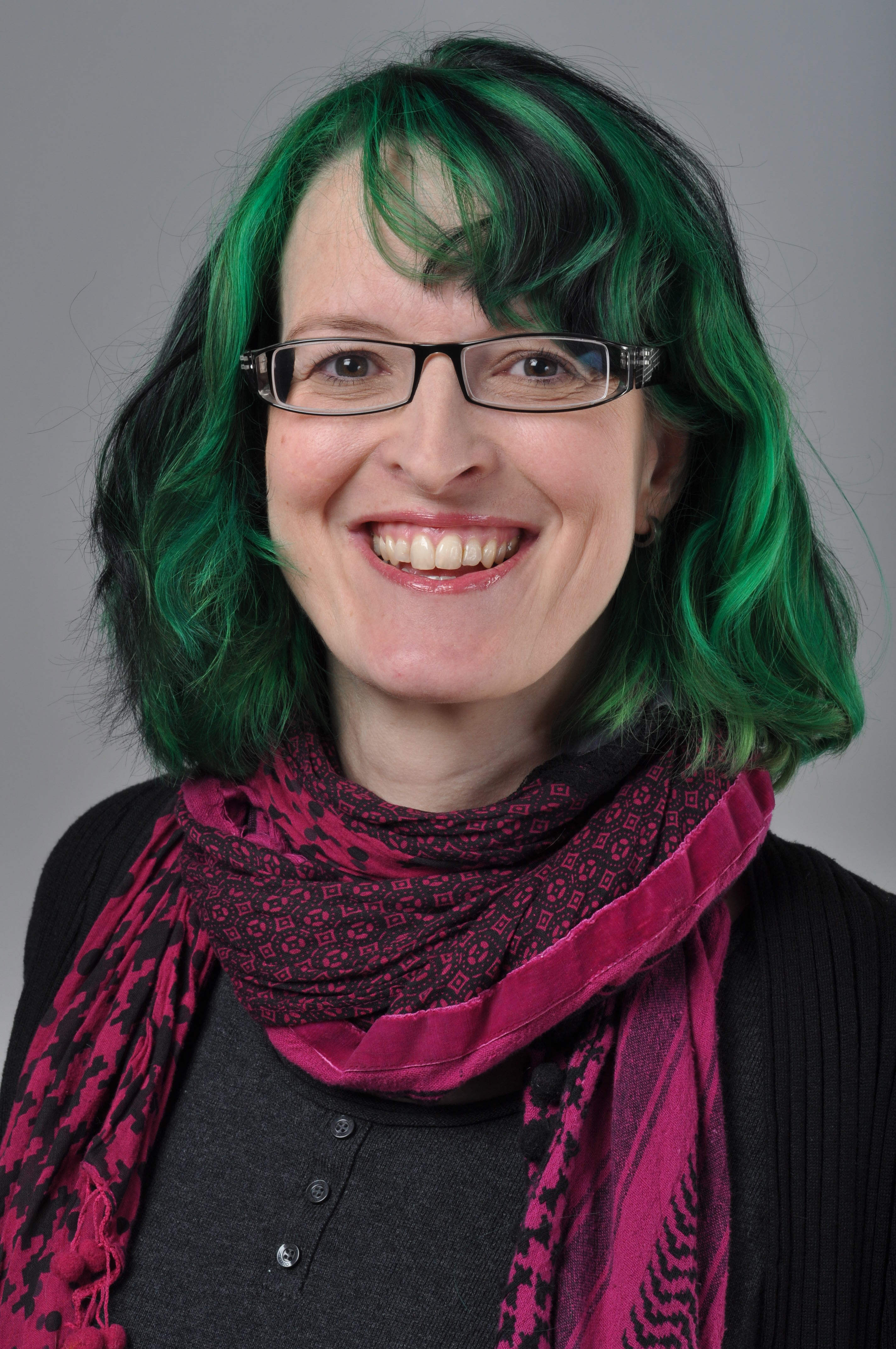
Birgit Rydlewski (2013)

Birgit Rydlewski (* 16. Januar 1970 in Dortmund) ist eine ehemalige Politikerin. Von 2012 bis 2017 war sie für die Piratenpartei Mitglied des Landtages von Nordrhein-Westfalen.

## Leben
Ihr Abitur machte sie 1989 in Dortmund. Nach einer Ausbildung zur Steuerfachangestellten studierte sie in Dortmund Pädagogik, Mathematik, Wirtschaftswissenschaften, Psychologie und Germanistik. Ihr Staatsexamen legte sie 2002 in Deutsch und Wirtschaftswissenschaften ab und war dann im Schuldienst tätig.
Sie trat im Juli 2009 der Piratenpartei Deutschland bei. Von Ende Januar 2010 bis Februar 2011 war sie Landesvorsitzende der Piratenpartei Nordrhein-Westfalen. Auf dem 9. Platz der Landesliste der Piratenpartei bei der Landtagswahl in Nordrhein-Westfalen 2012 wurde Rydlewski am 13. Mai 2012 als Abgeordnete in den Landtag von Nordrhein-Westfalen gewählt. 2017 trat sie nicht mehr zur Landtagswahl an und verließ nach eigenen Angaben die Piratenpartei.